# Лига социјалдемократа Војводине
Лига социјалдемократа Војводине (скраћено ЛСВ) аутономашка је политичка странка у Србији. Актуелни председник странке је Бојан Костреш, који је наследио Ненада Чанка.

## Историја
На парламентарним изборима 2007. године је у коалицији са ЛДП-ом, ГСС-ом и СДУ-ом освојила 4 посланичка места у Народној скупштини Србије.
На парламентарним изборима 2008. године је у саставу Коалиције за европску Србију освојила 5 посланичких места у Скупштини.
На парламентарним изборима 2012. године је у саставу коалиције Избор за бољи живот освојила 5 посланичких места у Скупштини.
На ванредним парламентарним изборима 2014. године странка је изашла на изборе у коалицији са странком, Новом демократском странком — Зелени — Зеленим Србије, Заједно за Србију Душана Петровића, Демократском заједницом војвођанских Мађара, Заједно за Војводину и Демократском левицом Рома. РИК-у је била пријављена под редним бројем 11. под именом „Борис Тадић — Нова демократска странка — Зелени, ЛСВ — Ненад Чанак, Заједно за Србију, VMDK, Заједно за Војводину, Демократска левица Рома”, странка је освојила шест посланичких места у Скупштини Републике Србије.

## Идеологија
Позиционирана на левом центру на политичком спектру. Углавном је оријентисана на аутономизам, иако је класификована и као социјалдемократска и регионалистичка. Представља се као мултиетничка странка, а раније се залагала за стварање Републике Војводине. Такође подржава феминизам и антифашизам. Залаже се за приступање Србије Европској унији, док се многи чланови ЛСВ залажу и за признање независности Републике Косово.
У Парламентарној скупштини Савета Европе ЛСВ је била повезана са Групом социјалиста.

### Циљеви
Залаже се за „право аутономног одлучивања о темељним пословима Војводине у оквиру Србије”, које је наводно укинуто после јогурт револуције 1988. и после уставних промена из 1990. године, које су наводно умањиле аутономију Војводине на „протоколарни минимум”.
У децембру 1998. прогласила је да је њен политички циљ успостављање Републике Војводине у оквиру федерализоване Србије. Последњих година углавном је одустала од идеје о Републици Војводини, али се и даље залагала за већи степен аутономије покрајине. У новембру 2011. функционерка Александра Јерков изјавила је да „Војводини треба више надлежности”, али да „нема потребе да буде република”.

## Председници
| Бр. | Председник    | Председник | Рођење—смрт | Почетак мандата    | Завршетак мандата  |
| --- | ------------- | ---------- | ----------- | ------------------ | ------------------ |
| 1.  | Ненад Чанак   |            | 1959—       | 14. јул 1990.      | 19. новембар 2022. |
| 2.  | Бојан Костреш |            | 1974—       | 19. новембар 2022. | данас              |